# Thực vật không mạch
Thực vật không mạch hay thực vật bậc thấp là là tên gọi chung của các nhóm thực vật (bao gồm cả tảo lục nếu coi nhóm này là thực vật) không có hệ thống mạch dẫn (mạch gỗ và mạch rây). Tuy nhiên các loài hực vật không mạch vẫn có các mô chuyên biệt hóa để vận chuyển nước bên trong thân cây.
Thực vật không mạch không có nhiều loại mô chuyên biệt. Các thùy (phần thuôn tròn) của rêu tản có thể nhìn giống như lá, nhưng chúng không phải là lá thật sự do chúng không có xylem hay phloem. Tương tự, rêu "thật sự" và tảo cũng không có các mô này.

## Các nhóm
Thuật ngữ thực vật không mạch hiện nay ít được dùng trong danh pháp khoa học. Thực vật không mạch có thể chia thành 2 nhóm chỉ có quan hệ họ hàng xa:
- Rêu (Bryophytes) – là nhóm chứa các loài rêu, chia thành 3 nhóm nhỏ như Bryophyta (rêu "thật sự"), Marchantiophyta (rêu tản), và Anthocerotophyta (rêu sừng). Trong các nhóm này, thành phần chủ yếu là dạng thể giao tử đơn bội, với phần lưỡng bội duy nhất là thể bào tử đính kèm, bao gồm cuống và túi bào tử. Do chúng thiếu các mô truyền dẫn nước nên chúng không thể có độ phức tạp về cấu trúc cũng như kích thước lớn như của thực vật có mạch.
- Tảo (Algae) – đặc biệt là tảo lục. Các nghiên cứu gần đây đã chứng minh rằng tảo trên thực tế là tổ hợp của một vài nhóm sinh vật không có quan hệ họ hàng gì. Đặc trưng chung của chúng chỉ là sinh sống dưới nước và có cơ chế quang hợp đã bị hiểu nhầm như là chỉ thị về mối quan hệ họ hàng gần gũi. Trong số này, chỉ có tảo lục là vẫn còn được coi như là các họ hàng gần của thực vật.

Các nhóm này là thực vật có bậc cấp thấp, thường sống ở nơi ẩm ướt, trong đó từ "bậc thấp" dùng để chỉ tới vị trí của chúng như là các thực vật đã tiến hóa và rẽ nhánh ra sớm nhất. Tuy nhiên, thuật ngữ thực vật "bậc thấp" là không chính xác vì nó có lúc được dùng để bao gồm cả một phần của thực vật có mạch, như dương xỉ và các họ hàng gần của nhóm này.
Trong quá khứ, thuật ngữ thực vật không mạch không chỉ bao gồm toàn bộ tảo mà còn bao gồm cả nấm. Hiện nay, nấm được phân loại là một giới riêng biệt.